# Guerres Mitridàtiques
Les Guerres mitridàtiques van ser uns enfrontaments militars entre la República Romana i el rei Mitridates VI Eupator del Pont, que es van lliurar entre l'any 88 aC i el 66 aC.
- Primera Guerra Mitridàtica va durar de l'any 88 aC al 84 aC. Les forces romanes estaven dirigides per Luci Corneli Sul·la. Les batalles principals van ser la Batalla de Queronea l'any 86 aC, i la batalla d'Orcomen l'any 85 aC.
- Segona Guerra Mitridàtica va tenir lloc entre els anys 83 aC i 82 aC. El pretor Luci Licini Murena comandava les forces romanes. La guerra es va acabar quan Sul·la va ordenar la retirada sense que hi hagués un vencedor clar.
- Tercera Guerra Mitridàtica (74 aC a 72 aC), i Luci Licini Lucul·le va dirigir les legions romanes.
- Quarta Guerra Mitridàtica del 69 aC al 66 aC, dirigida en part per Luci Licini Lucul·le i després per Gneu Pompeu Magne. Va acabar amb el suïcidi de Mitridates.

La Tercera i la Quarta guerra Mitridàtica sovint es consideren dues campanyes de la mateixa guerra.